# Andres Maxsø
Andreas Maxsø (Hvidovre, 18 de março de 1994) é um futebolista profissional dinamarquês que atua como defensor, atualmente defende o Osmanlıspor.

## Carreira
Andreas Maxsø fará parte do elenco da Seleção Dinamarquesa de Futebol nas Olimpíadas de 2016.